# Malik Harris
Malik Harris (Landsberg am Lech, 27 d'agost del 1997) és un cantant germanoamericà.
Va participar en el concurs Germany 12 Points, la preselecció alemanya pel Festival de la Cançó d'Eurovisió 2022. Va guanyar el vot públic amb 23 punts de marge i va representar Alemanya amb la cançó Rockstars quedant en última posició amb 6 punts en la final del Festival de la Cançó d'Eurovisió 2022, celebrada a ciutat italiana de Torí.